# Trou du Bois
Le Trou du Bois est un petit ruisseau de Belgique, affluent de la Gueule faisant partie du bassin versant de la Meuse, dans le Pays de Herve. Il a aussi donné son nom à un hameau proche de Xhendelesse. Il arrose le village de Xhendelesse et alimente un lac qui a été utilisé comme point d'eau à l'époque du chemin de fer à vapeur. Il donne lieu à des randonnées permettant d'admirer le charme de la forêt ardennaise.